# ادبیات علمی-تخیلی در ایران
ادبیات علمی-تخیلی در ایران «ادبیات علمی» (مجلهٔ دُردانه) یا «افسانهٔ علمی» (هوشنگ غیاثی‌نژاد، مقدمهٔ خورشید عریان) هم خوانده شده است، اما اصطلاح «علمی-تخیلی» عامه‌پسندتر و جاافتاده‌تر است. ادبیات علمی-تخیلی در ایران بین طبقهٔ کتابخوان عادی، طرفدار چندانی ندارد و بیشتر با ادبیات کودکان در یک طبقه قرار می‌گیرد. که البته استثناهایی هم وجود دارد، اما امروز هم ادبیات علمی-تخیلی در ایران مبدل به جریانی جدا و مستقل نشده است.
رمان فیلی در اتاق از مریم نفیسی‌راد یک رمان علمی‌تخیلی است که در ۸۰۸ صفحه منتشر شده است.

## نگارش‌ها و برگردان‌ها
چندین اثر علمی-تخیلی در ایران نوشته شده‌اند. اکثر آثار نوشته شده چنان هستند که نمی‌توان آن‌ها را حتی در دستهٔ علمی-تخیلی نرم جا داد، بلکه بیشتر در چهارچوبی علم‌نمایانه، فانتزی روایت می‌کنند.
قدیمی‌ترین آثار علمی-تخیلی چاپ شده در ایران احتمالاً کارخانهٔ مطلق سازی اثر کارل چاپک و شاید میکرومگاس اثر ولتر بودند که هر دو در سال‌های دههٔ سی چاپ شده‌اند. شمار آثار تألیفی قابل نام بردن در این سال‌ها از شمار برگردان‌ها افزون‌تر است. شاخص‌ترین و شناخته‌ترین این آثار س. گ. ل. ل. کار صادق هدایت و قدیمی‌ترین آن‌ها رستم در قرن بیست و دوم به قلم صنعتی‌زاده است.
آثار ژول ورن از آثار علمی-تخیلی بودند که در ایران در سال‌های بعدی ترجمه شدند. از جمله می‌توان به شهروند کهکشان نوشتهٔ رابرت هینلین (چاپ ۱۳۳۹ با عنوان ساکنان کهکشان و ترجمهٔ محمود مصاحب) یا فرزندان ناتنی زمین (Stepsons of Terra یا Shadow on the Stars) اثر رابرت سیلوربرگ اشاره کرد که در اوایل دههٔ ۵۰ توسط مؤسسهٔ انتشارات امیرکبیر به چاپ رسیده بود.
در اواخر دههٔ شصت و اوایل دههٔ هفتاد خورشیدی انتشارات شقایق و انتشارات پاسارگاد با چاپ کتاب‌هایی مانند هیولایی از فضا نوشته رابرت هاین‌لاین، مرد مصور (ری بردبری) و کتاب‌هایی از آسیموف مانند خدایان هم و حلقه‌های زحل در زمینه ترجمه این گونه آثار تلاش کردند.
انتشارات افق، محراب قلم و کانون پرورش فکری کودکان و نوجوانان از دیگر نشرهایی هستند که چندین کتاب علمی-تخیلی به چاپ رسانده‌اند.
از نویسندگان علمی-تخیلی معاصر ایران می‌توان به محمد قصاع با رمان «جهش، خاطرات روز بعد» و ایرج فاضل بخششی اشاره کرد او تا کنون هشت کتاب «انسانها وابر برجها»، «پیامی از فراسوی زمین»، «فرشتهٔ نگهبان»، «بیمار اتاق ۳۲۰»، «فرزندان خورشید»، «معدن رود زرد»، «آقای نسل چهار» و «سفر به سیاره ترا» را به چاپ رسانده است

## مطبوعات
از میان مجلاتی که پس از انقلاب در ایران به گونهٔ علمی-تخیلی توجه اندکی معطوف کردند و هر از چندگاهی ترجمه‌ای از یکی از داستان‌های علمی-تخیلی را چاپ می‌نمودند، می‌توان به مجله دانشمند، کیهان علمی (تعطیل شده)، اطلاعات علمی و ماهنامهٔ مرزهای بیکران فضا اشاره کرد.
ماهنامهٔ «فضا» از نشریات پس از انقلاب بود که ویژه‌نامه‌ای مختص به داستان‌های علمی-تخیلی با ترجمه‌هایی از آثار از بردبری و… به چاپ رساند. مجله دانشمند نیز چنین کاری را یک مرتبه به انجام رساند.
سورهٔ نوجوان (تعطیل شده)، اولین مجله‌ای بود که مسابقهٔ داستان‌نویسی علمی-تخیلی برگزار کرد. مسابقه به سال ۱۳۷۳ خورشیدی برگزار شد.
در اسفندماه ۱۳۸۴، روزنامهٔ شرق مجموعه‌ای از داستان‌ها و دیگر تحلیل‌های مربوط به گونهٔ علمی-تخیلی را در ویژه‌نامهٔ «دانشنامهٔ شرق» با عنوان «علم و خیال» به چاپ رساند که ترجمه‌هایی از داستان‌های ژول ورن، آیزاک آسیموف، آرتور سی. کلارک و فیلیپ ک. دیک را شامل می‌شد.

## اینترنت
در سال‌های ۱۳۸۱ تا ۱۳۸۳ وب‌گاهی با عنوان «باشگاه علمی-تخیلی بُعد هفتم» در این زمینه در ایران فعال بود که به دلایلی تعطیل شد و اعضای آن پراکنده شدند.
در حال حاضر وبگاه آکادمی فانتزی که توسط اعضای بعد هفتم ایجاد شده است، در کنار مباحث فانتزی معمول، به ژانر علمی-تخیلی هم می‌پردازد. آکادمی فانتزی در ابتدا گروهی در بعد هفتم بود که بعداً گسترش پیدا کرد و به صورت یک وبگاه مستقل درآمد.

## جوایز ادبی
آکادمی فانتزی در ۱۳۸۴ دومین دورهٔ مسابقه داستان‌نویسی فانتزی و علمی-تخیلی به زبان فارسی و در اردیبهشت ۸۵ مراسم اهدای جوایز آن را برگزار کرد. دومین دورهٔ این مسابقه هم در انتهای ۱۳۸۵ برگزار شد. مراسم اهدای جوایز این مسابقه در ۱ مرداد ۱۳۸۶ برگزار شد. مراسم دورهٔ سوم در ۲۸ مرداد ۸۷ در سرای اهل قلم برگزار شد. در این دوره علاوه بر جوایز مترجم برتر و ناشر برتر ادبیات ع. ت. ف. جایزهٔ «مروج برتر» هم افزوده شد که به اطلاعات علمی تعلق گرفت. این جایزه از سال ۱۳۸۸ به نام جایزه هنر و ادبیات گمانه‌زن شناخته می‌شود.
انجمن فیزیک ایران نیز با همکاری کارگاه ادبیات توسعه، از سال ۱۳۸۲ جایزهٔ بهترین داستان کوتاه علمی-تخیلی فیزیک را اهدا می‌کند. این جایزه هر سال به داستان‌های کوتاه علمی-تخیلی که دربارهٔ فیزیک باشند، تعلق می‌گیرد.
به علاوه در سال ۱۳۸۵ اولین دوره مسابقهٔ داستان‌نویسی علمی‌تخیلی ژنتیک و بیوتکنولوژی برگزار شد.
دومین دوره این مسابقه در سال ۱۳۸۷ برگزار شد و سومین دوره آن در حاشیه همایش هفتم بیوتکنولوژی در شهریور ۱۳۹۰ برگزار می‌شود.
- مسابقهٔ مجلهٔ اطلاعات علمی (دو دوره)
- مسابقهٔ مجلهٔ دانشمند